# PPZR Piorun
Przenośny przeciwlotniczy zestaw rakietowy Piorun, PPZR Piorun – zestaw rakietowy produkcji polskiej, przeznaczony do zwalczania nisko lecących statków powietrznych, samolotów, śmigłowców oraz dronów. Jest głęboką modernizacją zestawu PPZR Grom, dlatego drugim oznaczeniem pocisku jest GROM-M.

## Historia
Przenośny Przeciwlotniczy Zestaw Rakietowy (PPZR) Piorun produkowany jest przez przedsiębiorstwo Mesko i powstał w wyniku modernizacji zestawu GROM, prowadzonej w latach 2010–2015. W ramach modernizacji poprawiono mechanizm startowy, celownik i efektywność głowicy samonaprowadzającej poprzez zwiększenie czułości detekcji, co wpłynęło na powiększenie odległości, z jakiej pocisk jest w stanie namierzyć oraz trafić w cel; zwiększono odporność na zakłócenia; dodano zapalnik zbliżeniowy do istniejącego uderzeniowego, układ autoryzacji dostępu i przystosowano zestaw do prowadzenia ognia w warunkach nocnych.
W 2016 roku Ministerstwo Obrony Narodowej podpisało umowę na zakup 420 wyrzutni (mechanizmów startowych) oraz 1300 rakiet dla polskich sił zbrojnych. Dostawy przewidziano w latach 2017–2020. Dostawa rakiet opóźniła się wskutek problemów technicznych związanych z układem napędowym, które jednak zostały rozwiązane. Po pomyślnym przejściu prób odbiorczych rozpoczęto dostawę rakiet z urządzeniami startowymi w 2019 roku. W 2020 roku prowadzono strzelania pociskami Piorun z samobieżnych przeciwlotniczych zestawów rakietowych Poprad. Pociski wchodzą na uzbrojenie nie tylko zestawów Poprad, ale także PSR-A Pilica. Dostawy na większą skalę ruszyły w lutym 2021. Koszt pocisku wynosił w 2021 ok. 600 tysięcy zł. W czerwcu 2022 roku zawarto umowę, na mocy której zakupiono dodatkowe 3,5 tysiąca pocisków i 600 mechanizmów startowych.

## Konstrukcja
Zestaw PPZR Piorun od poprzednika odróżnia się zmodyfikowanym mechanizmem startowym oraz celownikiem, który zwiększa możliwość wykrycia zbliżającego się celu. W nowej wyrzutni umieszczono specjalną szynę, która pozwala zamontować przyrządy celownicze dla poprawy wykrycia celu. W mechanizmie startowym zastosowano przełącznik trybu pościg/spotkanie, dla odróżnienia celów oddalających od zbliżających się. Dodano kasetkę z bateriami zasilającymi mechanizm startowy oraz system autoryzacji, który zabezpiecza przed wykorzystaniem przez nieuprawnione osoby. W PPZR Piorun wykorzystano argon jako czynnik chłodzący detektor głowicy samonaprowadzającej. Poprawiono skuteczność rażenia celów małogabarytowych, takich jak drony, poprzez zastosowanie zapalnika zbliżeniowego obok uderzeniowego ze zwłoką oraz kierunkowej głowicy bojowej z mieszaniną środka wybuchowego w postaci oktogenu i proszku aluminiowego.
Jednym z założeń modernizacyjnych było uzyskanie większego zasięgu wykrywania. Opracowano nową głowicę samonaprowadzania stabilizowaną żyroskopem laserowym. Dla zwiększenia odporności na zakłócenia konieczne było zoptymalizowanie pasm detekcyjnych koordynatora, zwiększenie dynamiki pracy układów obróbki sygnałów i wykorzystanie nowych zakresów widmowych oraz selekcji kinematycznej. Rakieta Piorun, podobnie jak Grom, automatycznie naprowadza się na źródło promieniowania termicznego, czyli emitujący ciepło statek powietrzny. Nowe detektory, m.in. unikalna chłodzona fotodioda o czterokrotnie większej niż dotąd czułości, pozwalają wykrywać środki napadu powietrznego z większej odległości. Przeprowadzono również modernizację silnika startowego.

## Użytkownicy
- Estonia – Umowę na sprzedaż 300 rakiet i 100 zestawów startowych w latach 2023–2025 podpisano we wrześniu 2022[8].
- Gruzja – W styczniu 2024 roku zawarto umowę na dostawę nieznanej ilości wyrzutni PPZR Piorun[12].
- Łotwa – W 2023 roku dostarczono 70 rakiet i 14 zestawów startowych[13].
- Mołdawia – w 2024 roku dostarczono 44 sztuki rakiet wraz z nieznaną liczbę zestawów startowych[14].
- Norwegia – 29 listopada 2022 podpisano umowę z agencją FMA na dostawę nieznanej ilości zestawów Piorun dla wojsk lądowych Norwegii[15].
- Polska – Do końca 2021 roku dostarczono ok. 730 szt. pocisków i 260 mechanizmów startowych.
- Słowacja – 36 zestawów zakupionych w 2023 roku[16].
- Ukraina – Nieujawnioną liczbę dostarczono w 2022 roku[17][18].
- Stany Zjednoczone – Zamówione w 2022 roku[1].

## Użycie bojowe
Ukraińska armia w trakcie prowadzenia działań przeciwko siłom rosyjskim podczas inwazji Rosji na Ukrainę potwierdziła, iż niektóre rosyjskie samoloty Su-34, Su-25 oraz śmigłowce Mi-24 i Ka-52 zostały zestrzelone przy pomocy zestawów Piorun.

## Dane techniczno-taktyczne
| Obsługa                                                                         | 1 osoba             |
| Masa zestawu                                                                    | 16,5 kg             |
| Masa pocisku                                                                    | 10,5 kg             |
| Masa głowicy bojowej                                                            | 1,82 kg             |
| Masa ładunku wybuchowego                                                        | 0,612 kg            |
| Długość pocisku rakietowego                                                     | 1596 mm             |
| Średnica pocisku rakietowego                                                    | 72 mm               |
| Prędkość maksymalna pocisku                                                     | 660 m/s             |
| Maksymalna prędkość rażonych celów - na kursie spotkaniowym - kursie pościgowym | - 400 m/s - 320 m/s |
| Zasięg rażenia celów                                                            | 400–6500 m          |
| Wysokość rażenia celów                                                          | 10–4000 m           |
| Układ naprowadzania                                                             | podczerwień         |